# 香草橙味可口可樂

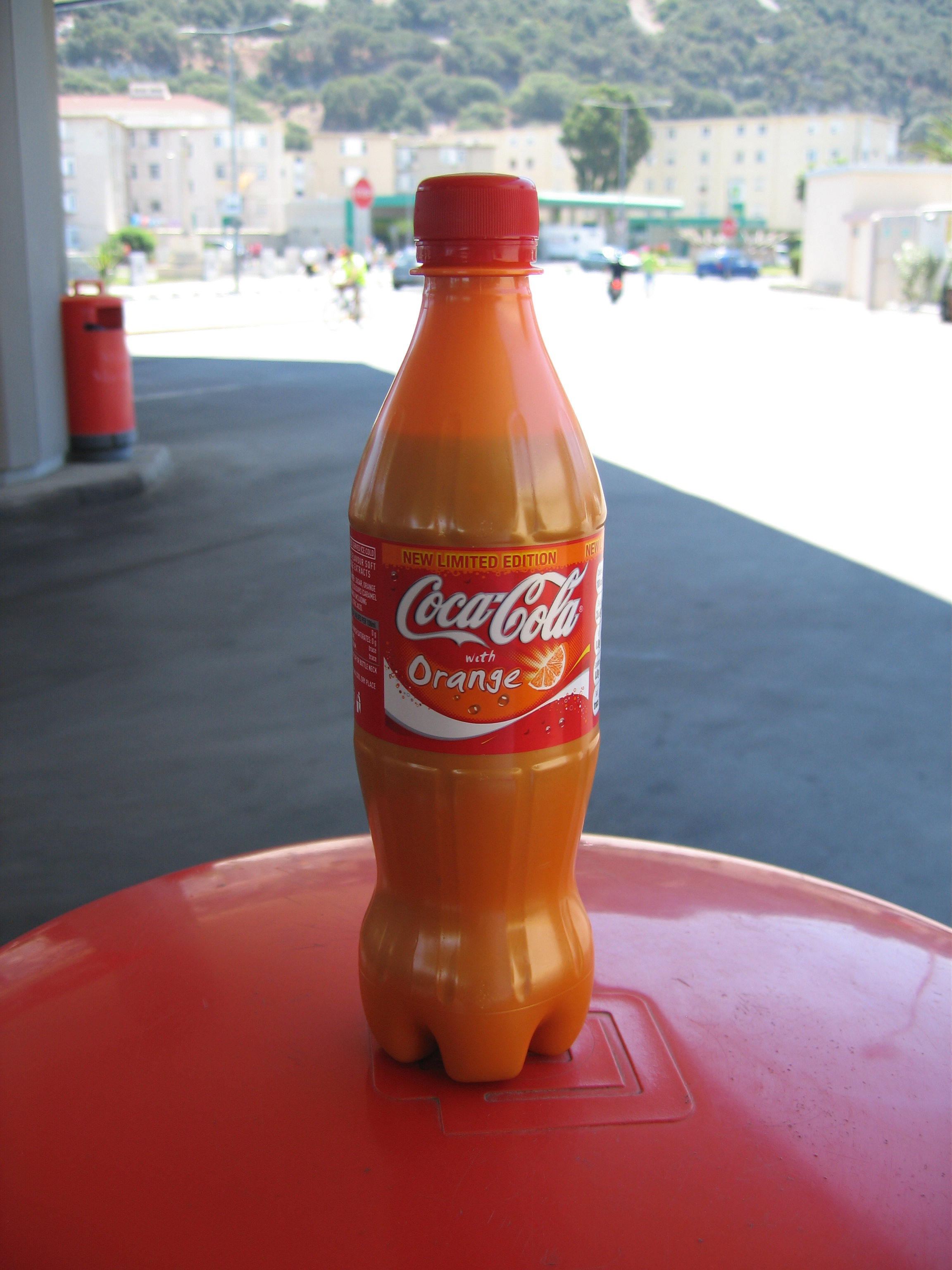

香草橙味可口可樂（Coca-Cola Orange Vanilla），舊名橙味可口可樂（Coca-Cola Orange），是可口可樂公司推出的一款可樂飲料。2019年2月25日，現在的香草橙味可口可樂在美國上市。

## 外部連結
- 官方网站